# Договор о ненападении между Германией и Эстонией
Договор о ненападении между Германией и Эстонией был подписан 7 июня 1939 года в Берлине министром иностранных дел Эстонии К. Сельтером и министром иностранных дел Германии И. фон Риббентропом. Договор был очень краток (содержал всего две статьи) — в нём стороны брали на себя обязательство не применять силу друг против друга ни при каких обстоятельствах. Срок договора составлял десять лет, с автоматическим возобновлением на новый десятилетний период, с одной лишь оговоркой, что договор потеряет силу в случае прекращения действия Договора о ненападении между Германией и Латвией, заключённого в тот же день.
Сообщалось, что в договоре имелась секретная клаузула, согласно которой Эстония обязывалась принять «с согласия Германии все необходимые меры военной безопасности по отношению к Советской России». Однако её существование не подтверждено документально.

## Предыстория
С 1923 года Латвия и Эстония состояли в военно-стратегическом союзе, к которому не присоединили Литву ввиду того, что у неё имелись нерешённые пограничные вопросы с соседями: Польша аннексировала у Литвы Виленский край, а Литва у Германии — Мемель и его окрестности. Таким образом, до 1938 года Литва представляла собой белое пятно в так называемом санитарном кордоне, выстраиваемом Германией против СССР.
Литва наладила неплохие отношения с СССР и старалась выстроить отношения с третьими силами.
В 1938 году Польша принудила Литву установить дипломатические отношения, а после Мюнхенского сговора вокруг Чехословакии немцы захватывают и Мемельский край. За помощью к СССР Литва обратиться не могла: у стран в то время не было общей границы. В этой ситуации Латвия и Эстония выдвинули доктрину абсолютного нейтралитета. При этом Германия использовала для давления экономические рычаги, поскольку Прибалтика была очень заинтересована в торговле с нею.
За доктриной нейтралитета для Эстонии скрывалась вполне определённая антипатия именно к СССР, на которую указал в своем донесении к и. о. главы МИД Латвии А. Берзиньшу посланник Латвии в Эстонии В. Шуманис (21 января 1939 года): «Эстония считает Россию врагом № 1; после того идёт Германия. В Латвии, как известно, чаще всего встречается противоположное мнение. Разница взглядов здесь, кажется, достаточно нормальна и понятна, если принимать во внимание наше географическое положение… Министр Сельтер мне многократно в пессимистическом настроении рисовал ту судьбу Эстонии, которая наступила бы, если бы в войне между Россией и Германией Эстония попала бы под власть России. Переход немецкой армии через Эйдкуны вызвал бы движение русской армии через Нарву. Литва и Латвия тогда могли бы попасть под немецкую оккупацию, тогда как Эстония под русскую. Министр Сельтер из этого делает мрачные заключения и находит наше положение лучшим. От Германии, какая бы она ни была, нельзя ожидать таких дикостей, как от России. Достаточно пленить, уничтожить или выслать десять тысяч эстонских интеллигентов, чтобы эстонский народ в скором времени вообще исчез».
В марте 1939 года после немецкого ультиматума по поводу Мемеля и аннексии Германией Мемельланда был заключён договор о ненападении с Литвой.
Комментируя обострение международной обстановки, посланник Латвии В. Шуманис снова подтверждал, что для эстонской элиты и государственного аппарата врагом номер один является Россия, тогда как в народе «по-прежнему наибольшим врагом считают немцев»: «Такое настроение в критический момент может привести к тому, что в народе не хватит достаточной силы духа, чтобы взяться за оружие против русских».
22 апреля 1939 года представительные прибалтийские делегации с участием высшего генералитета выехали на юбилей Гитлера, тогда и началась проработка пактов о ненападении, ранее обговорённых с Польшей и Великобританией. В стадии подготовки был договор с Данией, а пакт Молотова — Риббентропа был последним в череде подобных пактов. Целью Германии выступало создание в Прибалтике плацдарма для нападения на Советский Союз и превращение её в буфер для вмешательства СССР в случае вторжения Германии в Польшу[2]. Германия также хотела помешать влиянию западных держав (Великобритании и Франции) и СССР на прибалтийские государства. СССР стремился этого не допустить.
Германия предложила заключить договоры о ненападении Эстонии, Латвии, Финляндии, Дании, Норвегии и Швеции 28 апреля 1939 года. Швеция, Норвегия и Финляндия отказались. Проекты договоров были готовы в начале мая, но подписание было отложено дважды, поскольку Латвия запрашивала уточнения.
Великобритания и Франция затягивали переговоры с СССР, который требовал от них выдать гарантии прибалтийским государствам на случай агрессии против них. Своё согласие выдать такие гарантии эти страны подтвердили лишь 1 июля, когда договоры о ненападении с Латвией и Эстонией уже были подписаны. Тем не менее в форму договоров это так и не было оформлено, поскольку Великобритании и Франции не удалось добиться от Польши согласия обеспечить коридор для прохода советских войск в случае нападения Германии.

## Заключение договора
Эстонский исследователь Магнус Ильмярв полагает, что «к 1939 г. в условиях международного кризиса в Европе Латвия и Литва, следуя за эстонским примером поиска убежища под прикрытием риторики нейтралитета, также стали придерживаться внешнеполитической ориентации, которая в наименьшей степени служила национальным интересам этих стран. Мотивируя это страхом ликвидации частной собственности большевистским Советским Союзом, правительства Эстонии, Латвии и Литвы возложили все свои надежды на нацистскую Германию как наиболее мощного оппонента большевизма».
Согласно договору, Латвия и Эстония формально сохраняли нейтралитет, однако фактически становились зависимыми от Германии, признавая, что «опасность нападения существовала только со стороны Советской России и что здравомыслящая реализация их политики нейтралитета требует развёртывания всех оборонительных сил против этой опасности», указывает историк Владимир Симиндей. Германия обязывалась оказывать помощь союзникам «в той мере, насколько они сами не в состоянии это сделать», что по сути представляет собой скрытый военный протекторат.
На следующий день после подписания договора посланники Латвии и Эстонии были приняты Гитлером и обсудили сотрудничество в экономической сфере.
Официально договор был преподнесён как шаг к защите Эстонии от Германии, после чего следовало налаживать отношения с СССР. Советский Союз заключение договоров в Латвией и Эстонией крайне встревожило, тем более, что своим появлением в Мемеле Гитлер показал, что может ввести свои войска и в другие страны Прибалтики.
Для Германии цель договора состояла в том, чтобы помешать влиянию западных держав (Великобритании и Франции) и СССР на прибалтийские государства (договор о ненападении с Литвой был уже заключён в марте 1939 года после немецкого ультиматума по поводу Клайпеды и аннексии Германией Клайпедского края). Прибалтийские государства должны были послужить препятствием для вмешательства СССР в случае вторжения Германии в Польшу.
Германия предложила заключить договоры о ненападении Эстонии, Латвии, Финляндии, Дании, Норвегии и Швеции 28 апреля 1939 года. Швеция, Норвегия и Финляндия отказались.
Высокопоставленные немецкие военные (Франц Гальдер и Вильгельм Канарис) посетили балтийские страны и вели там переговоры о военном сотрудничестве. По сообщению германского посланника в Таллине, начальник штаба эстонской армии Николай Реэк заявлял ему, что Эстония может содействовать Германии в установлении контроля над Балтийским морем, в том числе в минировании Финского залива против советских военных кораблей.